# Vall de Parvati
La Vall de Parvati és una vall de l'Índia a Himachal Pradesh, avui dia en part classificada com a santuari animal (amb el nom de Kanawar) amb centre a Parbati, per protecció de la cabra de l'Himàlaia.
Antigament fou part del principat de Bashahr i modernament forma part dels districtes de Kullu i de Lahul i Spiti. La formen la part del Sutlej superior i limitada al nord per la vall del Spiti (districte de Lahul i Spiti); a l'est per territori de la Xina; i al sud per les comarques de Bashahr propi i Tehri (districtes de Simla i Kinnaur). La superfície és d'uns 4.500 km². El 1901 consta amb una població de 17.741. La vall fa uns 80 km de llarg i la seva amplada mitjana és d'uns 60 km. Al segle xix la vinya abundant permetia elaborar un bon vi però una malaltia va matar els ceps i només un quart va sobreviure, si bé posteriorment es va recuperar lentament. La població és una barreja de tibetans i indis, dominant els primers al nord mentre al sud predominen els aris. Entre els primers predomina el budisme i entre els segons l'hinduisme. La llengua també segueix els mateixos criteris, tibetà i dialectes hindis. Les principals viles són Sangnam i Kanum.

Al començament del segle xix el kanawaris van fer front sols a la invasió dels gurkhes de Nepal; tallant els ponts i comunicacions van aconseguir resistir als invasors i finalment els gurkhes hi van fer un tractat pel qual podien conservar la llibertat a canvi d'un tribut d'11.250 rupies, abandonant la vall.